# 长刺小檗
长刺小檗（学名：Berberis longispina）为小檗科小檗属的植物，为中国的特有植物。分布在中国大陆的西藏等地，生长于海拔4,050米的地区，一般生于阴坡泉水边，目前尚未由人工引种栽培。